# تصفیه آب دیسکی
فیلتر دیسکی (انگلیسی: Disk filter) نوعی تصفیه آب است که آبیاری درجه اول استفاده می‌شود. این تصفیه آب شبیه تصفیه آب اسکرینی است بجز آن که کارتریج فیلتر از تعدادی دیسک انباشته شده بر روی همدیگر تشکیل شده است. در این فیلتر آب از یک شیار کوچک عبور می‌کند و در این میان ناخالصی‌ها در پشت آن گیر می‌افتند. کیفیت بالاتر یا پایین‌تر فیلتراسیون مشخص شده در بالا یا پایین بودن مقدار و اندازه ذرات فیلتر که قادر است ناخالصی هارا در خود حفظ کند می‌باشد. بسته به شکل و اندازه کانال طول و نقاط تقاطع تولید متفاوت است.
بعضی از انواع دیسک می‌توانند مقداری از ناخالصی‌های گیر افتاده را بازپس دهند.

## مشخصات فنی
- سایزهای مختلف ۴/۳، ۱ ، ۴/۱ ۱، ۲/۱ ۱ ،۲ و۳ اینچ
- آبگذاری از ۳ تا ۵۰ متر مکعب در ساعت
- درجات مختلف فیلتراسیون ۷۵، ۱۰۰، ۱۲۰، ۱۵۰ مش
- دمای مناسب کمتر از ۶۰ درجه سانتیگراد
- قابل استفاده برای PH بالاتر از ۴

### حداکثر فشار
- ۶ اتمسفر -سایزهای ۴/۳، ۱ ، ۴/۱ ۱، ۲/۱ ۱
- ۱۰ اتمسفر -سایزهای ۲ و ۳ اینچ[۱]

## موارد استفاده
- استفاده برای آب با کیفیت های مختلف
- قابل استفاده در بخش های مختلف کشاورزی و صنعت[۱]